# A Vlaicu II

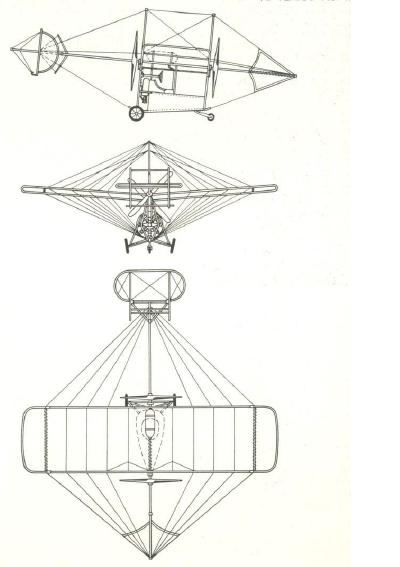
Skizze Aurel Vlaicu II

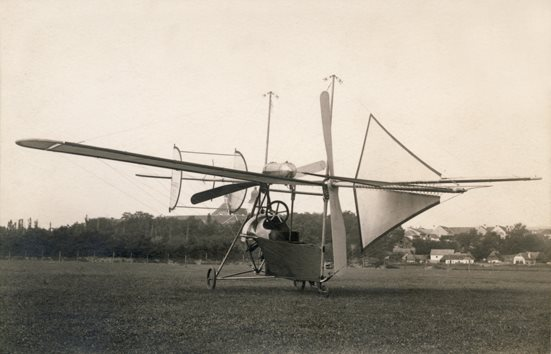
Heckansicht Vlaicu II

Die A Vlaicu II war das zweite von Aurel Vlaicu entworfene und im Jahre 1910 gebaute Flugzeug in Rumänien.
Die Vlaicu II, ein Propellerflugzeug, war eine verbesserte Version der A. Vlaicu I. Im April 1911 fand auf dem Flugfeld im Stadtteil Cotroceni von Bukarest der Erstflug statt.

## Technische Beschreibung
Die als Hochdecker gebaute einsitzige Maschine mit offenem Cockpit und Spornradfahrwerk hatte eine Länge von 11,2 Metern und eine Spannweite von 12 Metern. Die Flügelfläche betrug 30 m². Die Tragfläche und Rudereinheit war nur über Streben mit dem Rumpf verbunden und mit Drahtseilen verspannt. Das Doppelseitenruder und mittige Höhenruder befand sich am Bug der Maschine. Am Heck befand sich eine starre, senkrecht montierte Seitenstabilisierungsflosse. Tragfläche, Flosse und Ruder waren mit Flugzeugseide bespannt.
Die Vlaicu II wurde durch einen luftgekühlten 7-Zylinder-Umlaufmotor vom Typ Gnôme-Omega mit rund 60 kW/80 PS bei 1200/min angetrieben. Die beiden gegenläufig durch Ketten und Hilfswelle mit zwei Zahnrädern angetriebenen Zweiblatt-Holzpropeller von Giovanni Magnani hatten einen Durchmesser von je 2,4 Metern. Der vordere Propeller war auf Zug ausgelegt und am Heck befand sich der Druckpropeller. Die Propellerantriebswelle und Hilfswelle befand sich über dem Cockpit unterhalb der Tragfläche. Der mit Blech verkleidete Motor war im Rumpf vor dem Pilotensitz montiert.
Die Vlaicu II war für eine Höchstgeschwindigkeit von 110 km/h ausgelegt und erreichte eine Dienstgipfelhöhe von rund 1000 m.

## Trivia
Während der Balkankriege 1912–1913 flogen diese Maschinen Aufklärungsmissionen im Donaugebiet.
Aurel Vlaicu gewann auch fünf Preise mit der Vlaicu II: den 1. Preis bei der Luft-Rallye vom 23. bis 30. Juni 1912 in Aspern, Österreich und vier weitere Platzierungen gegen internationale Konkurrenz. Die Wiener Zeitung Neue Freie Presse berichtete damals über die Erfolge von Aurel Vlaicu, er bekam eine Siegprämie von 7500 österreichischen Kronen.

## Absturz
Beim Versuch, die Karpaten zu überqueren, stürzte Aurel Vlaicu am 13. September 1913 in der Nähe von Câmpina mit einer Vlaicu II ab und kam ums Leben.

## Nachbau

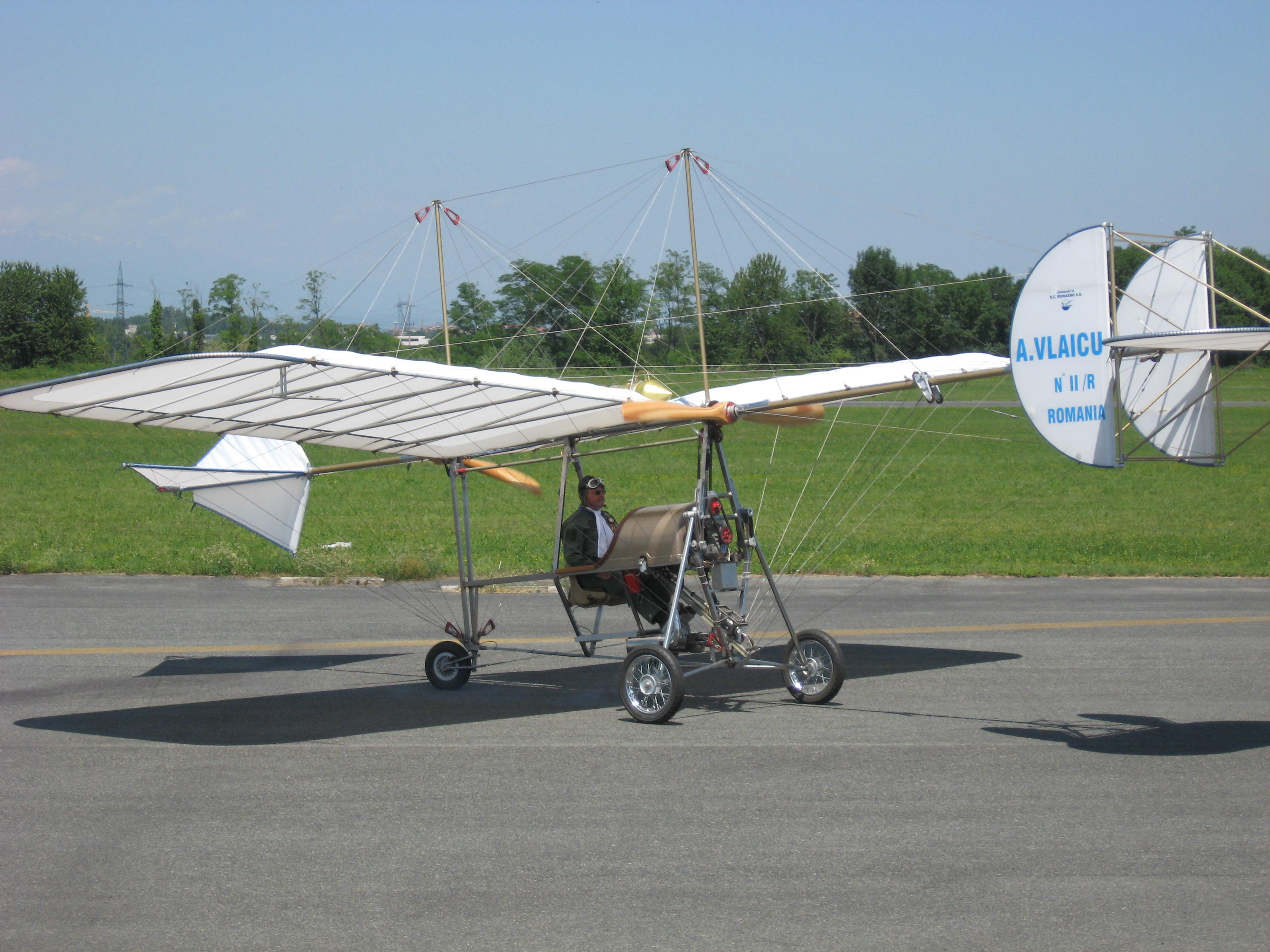
Replik der Vlaicu II (2009)

Zwischen 2004 und 2008 wurde durch die Fundaţia Aerospaţială Română in Bukarest ein Replikat der A Vlaicu II gebaut, das bei verschiedenen Gedenkveranstaltungen gezeigt und geflogen wurde.